# Aciagrion fragilis
Aciagrion fragilis là một loài chuồn chuồn kim trong họ Coenagrionidae.
Aciagrion fragilis được Tillyard miêu tả khoa học năm 1906.